# Qian Yunhui
Qian Yunhui (chinesisch: 钱 云 会, * 1957 in Zhaiqiao, Yueqing, Wenzhou, Zhejiang, Volksrepublik China; † 25. Dezember 2010 ebenda) war ein chinesischer Politiker, Aktivist und Landrechtskämpfer. Qian war gewählter und beliebter Dorfleiter der östlichen Provinz Zhejiang. Er petitionierte oftmals gegen mutmaßliche Verstöße der lokalen Regierung. Qian starb am 25. Dezember 2010. Er wurde von dem Vorderrad eines Lastwagens erdrückt, der mit zerkleinerten Felsbrocken für eine nahe gelegene Baustelle des Yueqing-Elektrizitätswerkes beladen war. Gerüchten zufolge soll Qian von vier uniformierten Männern des Sicherheitspersonals auf dem Boden festgehalten worden sein, während der Lastwagen langsam über ihn fuhr. Eine Woche später gab die Regierung eine Pressekonferenz, bei der erklärt wurde, dass Qian durch einen gewöhnlichen Verkehrsunfall gestorben sei, als er die Straße überquerte.

## Augenzeugen
Ein Augenzeuge namens Qian Chengwei (Chinesisch: 钱 成 委) sagte, er habe gesehen, wie vier uniformierte Männer das Opfer auf dem Boden festhielten, während der Lastwagen auf ihn fuhr. Der Augenzeuge wurde danach von der Polizei verhaftet und eingesperrt. Andere Augenzeugen, darunter die Dorfbewohnerin Huang Diyan (Chinesisch: 黄 迪 燕), behaupteten, dass sie vier uniformierte Männer mit Handschuhen sahen, die mit Qian kämpften und dann seinen Körper mit Gewalt unter den vorderen Reifen des Lastwagens legten. Der Besitzer beziehungsweise Fahrer des Lastkraftwagens, Fei Liangyu (Chinesisch: 费 良玉) wurde von der Polizei verhaftet und zusammen mit anderen Dorfbewohnern eingesperrt, die die Untersuchung der Polizei hinterfragt hatten. Unter den festgenommenen Personen befand sich die Tochter von Qian.
Qians Familie wurde 1,5 Millionen Yuan (ca. 134.000 Euro) gezahlt.

## Ort
Das Dorf Zhaiqiao befindet sich in der Stadt Yueqing (Chinesisch: 乐清 市; Pinyin: Yuèqīng shì) und ist Teil der Bezirksfreien Stadt Wenzhou (Chinesisch: 温州; Pinyin: Wēnzhōu) in der Provinz Zhejiang, der Volksrepublik China.

## Landstreitrechte
Qian Yun hatte sich wegen eines ungelösten Landstreits zwischen den Dorfbewohnern und dem Yueqing-Elektrizitätswerk für die Bewohner des Dorfes Zhaiqiao eingesetzt.
Da unabhängige Berichterstattungen der Medien über den Tod von Qian schlagartig aufhörten, wollten Aktivisten weiterhin den Fall untersuchen und die Wahrheit aufdecken. Sie gruben neue Informationen über den Landstreit aus und reisten sogar nach Yueqing, um mit den Dorfbewohnern zu sprechen, berichtete CNN.

## Straßensperre
Am 17. Dezember 2010 wurde eine Flotte von Lastkraftwagen, die mit zerkleinerten Felsbrocken beladen und für das Kraftwerk bestimmt war, von Dorfbewohnern angehalten.
Am 18. Dezember befahl Qian den Dorfbewohnern, eine Straßensperre mit elektrischen Strommasten zu errichten, um zu verhindern, dass Lastwagen das Gelände des Kraftwerks verlassen oder betreten.
Am 19. Dezember wurde wieder eine Flotte von Lastwagen mit zerkleinerten Felsbrocken auf der Straße blockiert. Die Straße wurde am 20. Dezember geöffnet, nachdem die Polizei die Masten entfernt hatte. Die Lieferung von zerkleinerten Gesteinen wurde am 23. Dezember wieder aufgenommen. Am 25. Dezember 2010 wurde Qian unter dem Rad eines dieser Lastwagens zu Tode gedrückt.

## Internetreaktion in China
Innerhalb Stunden nach Qians Tod, kursierten Bilder seines Leichnams auf chinesischen Webseiten, wie Sina Weibo, Twitter und Google Buzz. Viele Menschen glaubten die offizielle Erklärung der Polizei auf diesen Seiten nicht. Ein Sina-Weibo-Benutzer schrieb: „Es ist zur Gewohnheit geworden, dass die Mehrheit der Leute, das was die Regierung sagt, als fragwürdig betrachtet.“
Yasheng Huang, ein MIT-Professor, sagte: „Egal wie die Wahrheit über Herrn Qians Tod auch lautet, demonstriert dies nicht eine politische Krise, angesichts der Präferenz der öffentlichen Meinung? Wenn du der Herrscher bist, solltest du nicht ängstlich und besorgt sein? Auch wenn du nicht nach Gerechtigkeit, Gleichheit und Fortschritt strebst, solltest du nicht anfangen, (politische) Systemreformen einfach als Entscheidung zu betrachten?“

## Chinesische Online-Aktivisten
Der bekannte chinesische Online-Aktivist Wu Gan (Chinesisch: 吴 淦), Alias Tu Fu Wu Gan oder Chao Ji Di Su Tu Fu (sein Online-Name, Chinesisch: 屠夫 吴 淦 oder 超级 低俗 屠夫) gehörte zu den ersten Bürgerreportern, die den Tatort aufsuchten und lokale Augenzeugen interviewten. Wu erhielt ein Polizei-Video des Tatortes, nachdem die Leiche des Opfers entfernt worden war, und hatte seitdem das Video online veröffentlicht. Wu veröffentlichte regelmäßig Kommentare auf Twitter und anderen Internetplattformen, und mithilfe einer Gruppe chinesischer Rechtsanwälte, bietet er bedürftigen Dorfbewohnern kostenlosen Rechtsbeistand an.
Der bekannte Aktivist Xu Zhiyong ging auch zum Tatort, um seine eigene Untersuchung durchzuführen.